# Замок Таунсенд

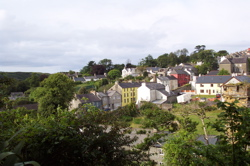
Селище Кастлтауншенд.

Замок Таунсенд (англ. Castletownshend, ірл. Baile an Chaisleáin) — замок Тауншенд, замок Балє ан Кашлєн — один із замків Ірландії, розташований на території селища Кастлтауншенд (Балє ан Кашлєн), що власне і виросло навколо невеликого замку. Нині це територія графства Корк.

## Історія замку Тауншенд
Замок Тауншенд був побудований в XVII столітті Річардом Таунсендом, нащадки якого досі проживають там. Навколо замку виросло селище — основна забудова селища була здійснена в XVIII століття. Селища розташоване на пагорбі, основна вулиця веде до замку. Біля замку є церква святого Баррахана, що була побудована в 1826 році архітектором Джеймсом Пайном на місці більш давньої церкви, спорудженої в 1761 році.
Засновник і перший володар замку — Річард Таунсенд (ім'я змінене, так він назвався) був англійським солдатом. Народився 1618 або 1619 року. Дослідження його біографії до 1643 року нічого не дали — його походження невідоме. Під час громадянської війни на Британських островах в 1640—1652 роках він служив в армії Парламенту під командою полковника Сілі в гарнізоні Майм Реджіс. Річард брав участь в битві під Брідпортом 3 березня 1643 року, в якій була розгромлена кавалерія роялістів. Потім він брав участь в обороні Лайм Реджис 20 квітня — 13 червня 1644 року, де він відзначився і був нагороджений званням майор. Він був поранений в голову, але вижив. У 1645 році він вхяв на себе командування солдатами полковника Сілі, коли той був викликаний до Парламенту в якості депутата від Брідпорта. Потім Річард взяв участь в облозі замку Пенденніс в 1646 році. Після цієї облоги він отримав звання полковника. Потім був відправлений в армію Парламенту якою командував Мурроу О'Браєн — І граф Інчіквін. В Ірландії воював з 1647 року.
13 листопада 1647 року Річард командував головним корпусом піхоти в битві під Ноккнанаусом біля Малвоу армії лорда Інчікіна проти ірландської армії на чолі з Теобальдом Таффе — І графом Карлінгфорда. Незабаром після цього лорд Інчікін відмовився від вірності Англійському парламенту і об'єднав зусилля з лордом Таффе. Річард і ряд інших офіцерів не погодились з цим, а потім був час складних політичних та військових інтриг, під час яких люди переходили від одної воюючої сторони до іншої.
Страта короля Англії Карла I 30 січня 1649 об'єднало всі сили в Ірландії проти Кромвеля, проте Річард та ряд інших офіцерів в армії Інчікіна (зокрема полковник Гіффорд і полковник Варден) не змогли «приєднатись до ірландців проти своїх співвітчизників». У той час армія Кромвеля діяла в Манстеру (Муму). Оскільки Річард та інші полковники збирались приєднатись до Кромвеля, вони були заарештовані і ув'язнені в Корку. Вони були звільнені, коли гарнізон Корку був захоплений Кромвелем 16 жовтня 1640 року. Річард написав відозву до Кромвеля від імені «протестантської армії Манстера» в якій писав, що їх змусили служити ірландській справі.
Після придушення повстання за незалежність Ірландії, Річард отримав в подарунок землі — більше 8000 акрів. Після реставрації монархії і приходу до влади короля Карла ІІ, Річард був помилуваний. Його право на подаровані землі було підтверджено королівськими грамотами 1660, 1668, 1680 років.
Він прожив деякий час в замку Кілбріттайн, поблизу Макгеррі, а потім остаточно оселився в Каслтаунсенд приблизно в 1665 році. Згодом Каслтаунсенд став називатися Замком Таунсенд, а з приблизно з 1870 року — Каслтауншенд.
Річард був обраний депутатом від Балтимора в парламенті Ірландії, який був скликаний в 1661 році в Дубліні в Чичестер-Хаусі. Його виступів у парламенті було мало, і йому було виписаний штраф за невикористання свої депутатських обов'язків.
У 1666 році, під загрозою вторгнення французів, герцог Ормонд, за наполяганням графа Оррея, призначив командиром міліції Річарда у графстві Корк. Згодом він був призначений верховним шерифом графства Корк 12 березня 1671 року і лордом Клонакілті 18 жовтня 1685 року. З того часу, коли він переїхав з замку Кілбріттайн до замку Таунсенд, аж до його смерті Річард прагнув об'єднати свої маєтки в Західному Карбері і вести життя землевласника. Проте це були непевні часи, особливо після коронування Джеймса II в 1685 році, і Річард часто займався різними збройними сутичками з ірландськими повстанцями. У 1690 році під командуванням полковника О'Дріскола повстанці безуспішно осадили замок Каслтаунсенд, але незабаром після того знову напали, 500 повстанців очолював Мак Фінен О'Дрісколл. Річард був змушений здатися. Згодом йому було виплачено 40 000 фунтів стерлінґів за відшкодування шкоди за знищення селища і замку.
Річард підписав заповіт 21 червня 1692 року. Там було сказано: «Хворий тілом, але в ідеальному розумі і позбавившись пам'яті». Він помер 26 вересня 1692 року і був похований у старому церковному дворі у Кастлгавен. Його гробниця знаходиться у старій церкві і позначена плитою з написом «Це місце поховання Таунсенда».
Перша дружина Річарда — Хільдегардс Хайд була близькою родичкою лорда Клерендона. Якщо це так, то це може пояснити чому життя і землі Річарда були врятовані під час тих неспокійних часів, коли багато його друзів і знайомих закінчили дуже погано. Прізвище другої дружини Річарда не може бути підтверджене, але є підстави вважати, що це прізвище Кінгстон. Родина Кінгстонів оселилася біля Бандона, а Річард назвав свого п'ятого сина Кінгстон.
У Річарда була велика сім'я, з якої сім дітей залишилися в живих. З них тільки нащадки полковника Брайана Таунсенда по чоловічій лінії вижили та існують до сьогодні.
Біля замку жили відомі люди:
- Едіт Анна Еннон Сомервіль — авторка новел та повістей про життя в Ірландії в 1900-тих роках.
- Сер Патрік Баклі (1841—1896)